# Cantón de Royan-Oeste
El cantón de Royan-Oeste era una división administrativa francesa, que estaba situada en el departamento de Charente Marítimo y la región de Poitou-Charentes.

## Composición
El cantón estaba formado por seis comunas, más una fracción de la comuna que le daba su nombre:
- Breuillet
- L'Éguille
- Mornac-sur-Seudre
- Royan (fracción)
- Saint-Palais-sur-Mer
- Saint-Sulpice-de-Royan
- Vaux-sur-Mer

## Supresión del cantón de Royan-Oeste
En aplicación del Decreto nº 2014-269 de 27 de febrero de 2014, el cantón de Royan-Oeste fue suprimido el 22 de marzo de 2015 y sus 7 comunas pasaron a formar parte; tres del nuevo cantón de La Tremblade, dos del nuevo cantón de Royan y dos del nuevo cantón de Saujon.